# Coenus explanatus
Coenus explanatus är en insektsart som beskrevs av Rider 1996. Coenus explanatus ingår i släktet Coenus och familjen bärfisar. Inga underarter finns listade i Catalogue of Life.